# 伯爾格烏山麓比斯特里察鄉
47°12′00″N 24°47′00″E / 47.2°N 24.7833°E
伯爾格烏山麓比斯特里察鄉（羅馬尼亞語：Comuna Bistrița Bârgăului, Bistrița-Năsăud），是羅馬尼亞的鄉份，位於該國西北部，由比斯特里察-訥瑟烏德縣負責管轄，面積186平方公里，海拔高度533米，2007年人口4,394，人口密度每平方公里24人。